# Erol Sander

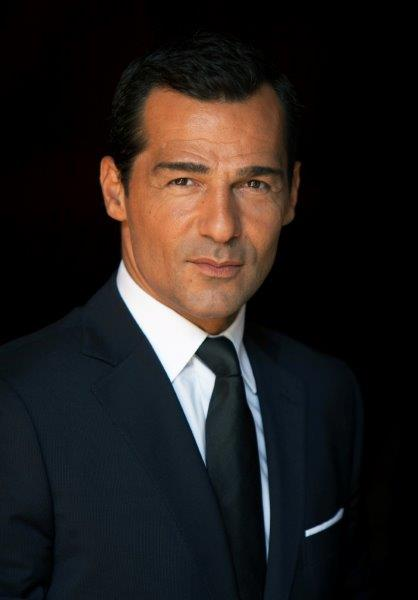
Erol Sander, 2014

Erol Sander, bürgerlich Urçun Salihoğlu, (* 9. November 1968 in Istanbul, Türkei) ist ein deutsch-türkischer Schauspieler. Bekannt wurde er durch die Krimiserien Sinan Toprak ist der Unbestechliche und Mordkommission Istanbul.

## Leben
Erol Sander kam 1973 als Fünfjähriger mit seiner Mutter und seiner Schwester aus der Türkei nach München. Er wuchs in Schwabing auf und kam mit 10 Jahren in das katholische Klosterinternat Franz von Sales-Heimvolksschule Niedernfels. Nach dem Abitur in München begann er ein Studium der Wirtschafts- und Politikwissenschaft. Im Jahre 1990 ging er nach Paris, um als Fotomodel unter anderem für Armani, Dolce & Gabbana und Christian Dior zu arbeiten. Dort lernte er 1996 die Französin Caroline Goddet, eine Nichte des Filmregisseurs Oliver Stone, kennen, die er im Jahr 2000 heiratete; sie haben zwei Söhne. Parallel zu seiner Arbeit als Model nahm Sander Schauspielunterricht. Seine erste Rolle im deutschen Fernsehen war eine Hauptrolle in der RTL-Serie Sinan Toprak ist der Unbestechliche. Seitdem spielte Erol Sander in mehr als 100 Filmen, hauptsächlich Hauptrollen. Jede Menge Aufmerksamkeit erlangte er für seine Rolle als Kommissar Özakin in der ARD-Serie Mordkommission Istanbul.
Am 26. August 2022 gaben Erol Sander und seine Frau Caroline Goddet die endgültige Trennung bekannt. Seit Februar 2023 ist die Beziehung zwischen ihm und der Maskenbildnerin Rebecca Oehlmann bekannt, die er 2022 am Set von Alles was zählt kennenlernte. Im April 2024 wurden sie Eltern einer Tochter. Oehlmann hat eine weitere Tochter aus einer früheren Beziehung.

## Werdegang
Sein Schauspieldebüt gab Sander 1996 in der französischen Fernsehserie Jamais deux sans toi, wo er bis 1998 den Jannicke Guigue spielte. Daneben wirkte er mit Paradis d’enfer (Regie: Dominique Masson) in einer weiteren französischen Fernsehserie mit. Im deutschen Fernsehen war er erstmals 1999 als türkischstämmiger Fernsehkommissar in der Titelrolle des Sinan Toprak zu sehen. Es folgten Rollen in Fernsehfilmen wie Betty – Schön wie der Tod (2002, Regie: Peter Keglevic) sowie zusammen mit Veronica Ferres im Zweiteiler Für immer verloren (2003, Regie: Uwe Janson). Sein Hollywood-Debüt gab er 2004 an der Seite von Colin Farrell und Angelina Jolie in Oliver Stones Alexander in der Nebenrolle des Prinzen Pharnakes. In deutschen Fernsehfilmen spielte der Schauspieler die Hauptrolle unter anderem in dem Zweiteiler Soraya (2003, Regie: Lodovico Gasparini), in der Neuverfilmung des Heinz-Rühmann-Klassikers Wenn der Vater mit dem Sohne (2005, Regie: Udo Witte), neben Maximilian Schell in dem Melodram Die Liebe eines Priesters (2005, Regie: Franz-Josef Gottlieb) und Mein Mann, mein Leben und du (2005, Regie: Helmut Förnbacher). 2007 war Sander unter anderem in den Fernsehfilmen Der Zauber des Regenbogens (Regie: Dagmar Damek) und Die Rosenkönigin mit Maximilian Schell (Regie: Peter Weck) zu sehen. 2008 spielte er in Rebecca Ryman: Wer Liebe verspricht mit Mario Adorf (Regie: Dieter Kehler) sowie in Eine Liebe im Zeichen des Drachen. 2009 spielte in Alle Sehnsucht dieser Erde mit Christine Neubauer (Regie: Wolf Gremm) und war erstmals im Tatort in der Folge Familienaufstellung zu sehen.
Von 2008 bis 2021 spielte Sander in der ARD-Krimireihe Mordkommission Istanbul, nach den Özakın-Romanen der ZDF-Moderatorin Hülya Özkan, als Kommissar Mehmet Özakın eine durchgehende Serienhauptrolle. Im November 2019 gab die Geschäftsführerin der ARD Degeto Christine Strobl bekannt, dass 2020 die letzte Folge gedreht wird.
Zur Freilichtsaison 2007 übernahm er die Nachfolge von Gojko Mitić als Winnetou bei den Karl-May-Spielen in Bad Segeberg. In der Saison 2008 folgte dann Winnetou und Old Firehand und 2009 spielte er mit Martin Semmelrogge in Der Schatz im Silbersee. 2010 war er dort in Halbblut, 2011 in Der Ölprinz und 2012 in Winnetou II zu sehen. Sein Vertrag wurde 2013 nicht verlängert. Während seiner Mitwirkung erreichten die Karl-May-Festspiele einen neuen Zuschauerrekord von über 320.000 Zuschauern.
2013 begann Sander seine deutschlandweite Rezitation von Das Bildnis des Dorian Gray von Oscar Wilde. Die Nibelungenfestspiele Worms engagierten ihn für die Saison 2014. In der Inszenierung von Dieter Wedel spielte er im Stück Hebbels Nibelungen – born this way die Rolle des Königs Etzel.
2017 und 2018 tourte Sander mit dem Miss-Marple-Theaterstück Ein Mord wird angekündigt in der Hauptrolle des Inspektor Craddock durch Deutschland, Österreich und die Schweiz.
2021 nahm Erol Sander an der 14. Staffel der RTL-Tanzshow Let’s Dance teil. Gemeinsam mit der Profitänzerin Marta Arndt belegte er den 10. Platz.
Im August und September 2021 war Sander in der RTL-Soap Alles was zählt in der Rolle des Antagonisten Frank Giese zu sehen. Dieselbe Rolle übernahm er ab Ende Mai 2022 erneut in der Serie.

## Filmografie (Auswahl)
- 1996–1998: Jamais deux sans toi (Fernsehserie)
- 1998: Paradis d’enfer (Fernsehserie)
- 1999: Sinan Toprak – Der Unbestechliche (Pilotfilm)
- 2000: Zwei Leben nach dem Tod
- 2001–2002: Sinan Toprak ist der Unbestechliche (Fernsehserie)
- 2002: Betty – Schön wie der Tod
- 2002: Die Bibel – Apokalypse (San Giovanni - L'apocalisse)
- 2002: Spurlos – ein Baby verschwindet
- 2002: Für immer verloren
- 2003: Soraya
- 2003: Soko Kitzbühel – Maximaler Profit
- 2003: Rosamunde Pilcher – Federn im Wind (Fernsehreihe)
- 2003: Mein Mann, mein Leben und du
- 2004: Alexander
- 2004: Tausendmal berührt
- 2004: Ums Paradies betrogen (zweiteiliger Fernsehfilm)
- 2004: Wenn der Vater mit dem Sohne
- 2005: Lilly Schönauer – Liebe hat Flügel
- 2005: Die Liebe eines Priesters
- 2005: Wen die Liebe trifft
- 2005: Inga Lindström – Sprung ins Glück (Fernsehreihe)
- 2005: Andersrum
- 2006: Pompeji
- 2006: Der Zauber des Regenbogens
- 2006: Im Himmel schreibt man Liebe anders
- 2006: Und ich lieb’ dich doch
- 2006: Das Traumhotel – Indien (Fernsehreihe)
- 2006–2013: Die Alpenklinik (Fernsehserie)
- 2007: Im Tal der wilden Rosen: Herz im Wind (Fernsehreihe)
- 2007: Eine Liebe in Kuba
- 2007: Die Rosenkönigin
- 2007: Der Zauber des Regenbogens
- 2008: Die Blüten der Sehnsucht
- 2008: Eine Liebe im Zeichen des Drachen
- 2008: Rebecca Ryman: Wer Liebe verspricht
- 2008–2021: Mordkommission Istanbul
  - 2008: Die Tote in der Zisterne
  - 2009: Mord am Bosporus
  - 2010: In Deiner Hand
  - 2010: Der Preis des Lebens
  - 2010: Die steinernen Krieger
  - 2011: Transit
  - 2012: Blutsbande
  - 2012: Tarlabasi
  - 2012: Stummer Zeuge
  - 2013: Die zweite Spur
  - 2013: Das Ende des Alp Atakan
  - 2014: Club Royale
  - 2014: Der Broker vom Bosporus
  - 2015: Im Zeichen des Taurus
  - 2015: Ausgespielt
  - 2016: Der verlorene Sohn
  - 2016: Ein Dorf unter Verdacht
  - 2017: Tödliche Gier
  - 2017: Der letzte Gast
  - 2018: Einsatz in Thailand (2 Teiler)
  - 2021: Entscheidung in Athen
- 2009: Tatort: Familienaufstellung (Fernsehreihe)
- 2009: Alle Sehnsucht dieser Erde (Fernsehfilm)
- 2009: Mord in bester Gesellschaft: Das eitle Gesicht des Todes (Fernsehreihe)
- 2010: Die Liebe kommt mit dem Christkind (Fernsehfilm)
- 2011: Liebe ohne Minze
- 2011: Afrika ruft nach Dir
- 2014: Schnee in Rio
- 2021, 2022: Alles was zählt (Soap)
- 2025: Im Zeichen des Drachen (Kinofilm)

### Theater/Bühne/Rezitation
- 2007: Winnetou I – Karl-May-Spiele in Bad Segeberg
- 2008: Winnetou und Old Firehand – Karl-May-Spiele in Bad Segeberg
- 2009: Der Schatz im Silbersee – Karl-May-Spiele in Bad Segeberg
- 2010: Halbblut – Karl-May-Spiele in Bad Segeberg
- 2011: Der Ölprinz – Karl-May-Spiele in Bad Segeberg
- 2012: Winnetou II – Karl-May-Spiele in Bad Segeberg
- 2013–2016: Das Bildnis des Dorian Gray – Oscar Wilde Rezitation
- 2014: Hebbels Nibelungen – born this way – Nibelungen Festspiele Worms
- 2014/2015: Bassa Selim – Entführung aus dem Serail, Opéra Garnier in Paris
- 2017: Bassa Selim – Entführung aus dem Serail, Semperoper in Dresden
- 2017: Martin Luther – Der Anschlag in Bad Hersfeld
- 2017/2018: Miss Marple – Ein Mord wird angekündigt, Tour in Deutschland / Österreich / Schweiz

## Auszeichnungen/Nominierungen/Awards
- 2004: Burda Verlag: Best Dressed Men Film
- 2007: Axel-Springer Verlag: Grooming-Man des Jahres
- 2007: Men’s Health: Best Fashion, Best Dressed Men Film
- 2009: Bauer Verlag: Publikumspreis Bester Schauspieler „Mein Star des Jahres“
- 2011: Felix-Burda Award: „Stars for Prevention“
- 2011: VDH: Botschafter des Hundes
- 2012: Gesundheitsmann Bunte
- 2012: Grazia: „Best Dressed Award“
- 2014: „HCW“ Orden Weimar
- 2015: „Kybele“ 2015: deutsch-türkischer Freundschaftspreis
- 2017: Busche Verlagsgesellschaft mbH: „Genießer des Jahres“

## Sonstiges
Seit März 2011 ist der Name „Erol Sander“ beim DPMA als Marke eingetragen und geschützt. Seit 2018 vertreibt Sander unter dieser Marke eine eigene Kosmetiklinie. Die Produkte sind bislang nur im Internet zu erwerben.